# Günter Haritz
Günther Haritz (Heidelberg, 16 d'octubre de 1948) va ser un ciclista alemany que es dedicà principalment al ciclisme en pista. Fou professional entre 1973 i 1982. Guanyà nombroses curses de sis dies i també el Campionat nacional en ruta de 1974.
El 1972 va prendre part en els Jocs Olímpics de Múnic, en què guanyà la medalla d'or en la prova de persecució per equips, formant equip amb Jürgen Colombo, Günther Schumacher i Udo Hempel.

## Palmarès
- 1970
  -  Campió del món de persecució per equips amateur, amb Günther Schumacher, Peter Vonhof, Hans Lutz)
- 1971
  -  Medalla de bronze de persecució per equips amateur
- 1972
  -  Medalla d'or als Jocs Olímpics de Múnic en persecució per equips, amb Jürgen Colombo, Günther Schumacher i Udo Hempel
- 1973
  -  Campió del món de persecució per equips amateur, amb Günther Schumacher, Peter Vonhof, Hans Lutz)
- 1974
  -  Campió d'Alemanya de ciclisme en ruta
- 1975
  - Campió d'Europa de derny
  - 1r als Sis dies de Frankfurt, amb René Pijnen
  - 1r als Sis dies de Londres, amb René Pijnen
  - 1r als Sis dies de Múnic, amb René Pijnen
  - 1r als Sis dies de Münster, amb René Pijnen
  - 1r als Sis dies de Zuric, amb Patrick Sercu
  - 1r a Nurnbrecht
- 1976
  - Campió d'Europa de Madison, amb René Pijnen
  - 1r als Sis dies de Berlín, amb Dietrich Thurau
  - 1r als Sis dies de Bremen, amb René Pijnen
  - 1r als Sis dies de Frankfurt, amb Dietrich Thurau
  - 1r als Sis dies de Münster, amb René Pijnen
  - 1r als Sis dies de Grenoble, amb Bernard Thevenet
- 1977
  - 1r als Sis dies de Colònia, amb René Pijnen

### Resultats al Giro d'Itàlia
- 1974. 92è de la classificació general

### Resultats a la Volta a Espanya
- 1976. Abandona